# タカハシ乳業
株式会社タカハシ乳業（タカハシにゅうぎょう）は、群馬県前橋市に本社を置く乳業メーカーである。

## 概要
この会社では低温殺菌にこだわっており、広い牧場でなるべく自然の牧草を牛に与えることにより、牛乳そのままの味に近づけている。超高温殺菌で大量生産するよりも低温殺菌により牛乳の味が変化することを防ぐことを優先したためである。

## 沿革
- 明治初期 福島兼太郎が福島牛乳として創業。
- 1887年 福島より創業。
- 1950年 高橋牛乳店と改称。低温殺菌（65℃、30分間）を開始。
- 1963年 現社名に改組。
- 1994年 新工場竣工。
- 1997年 ヨーグルト工場新設。
- 2008年 チーズ工房新設。